# Beara Way

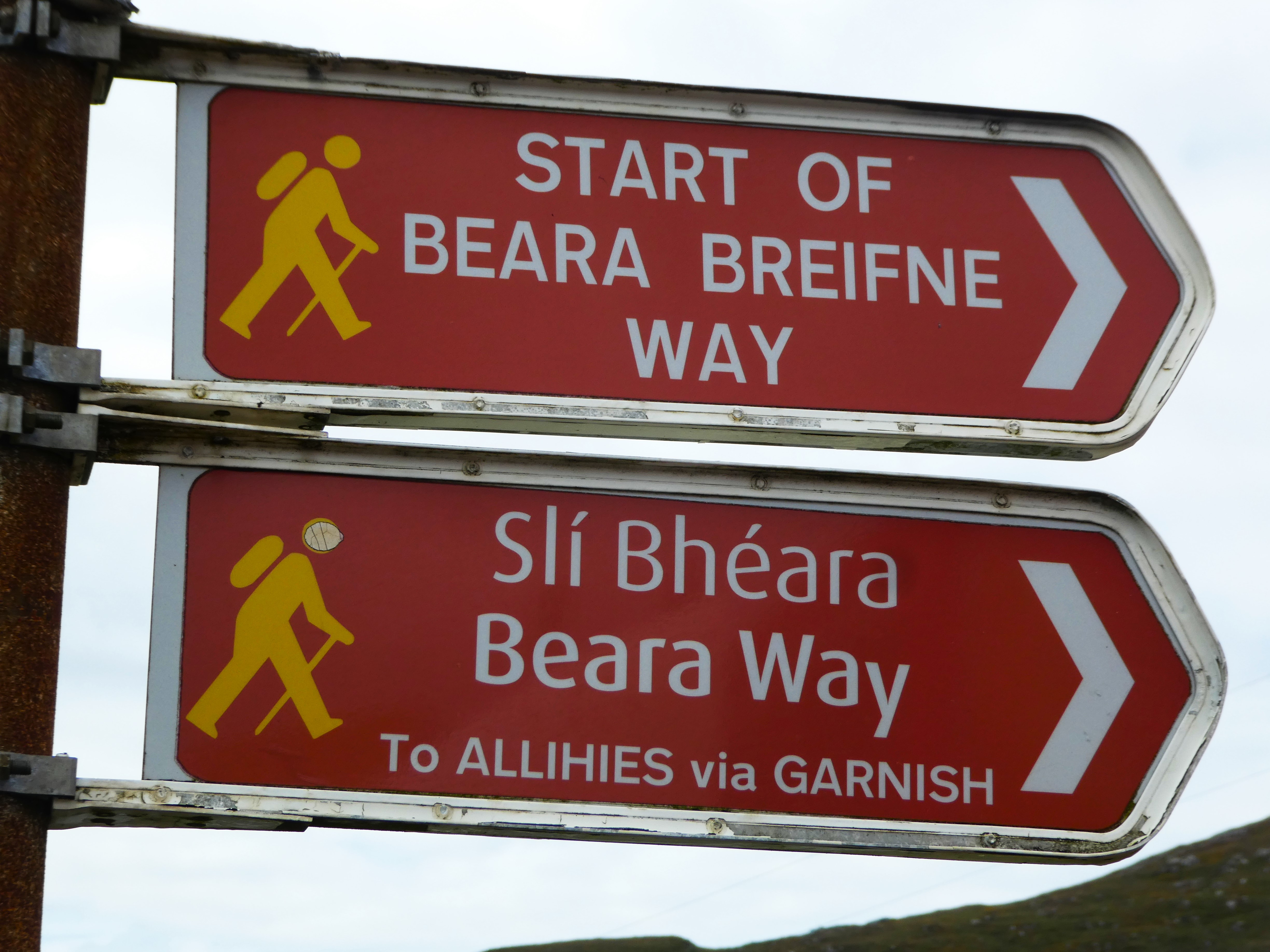

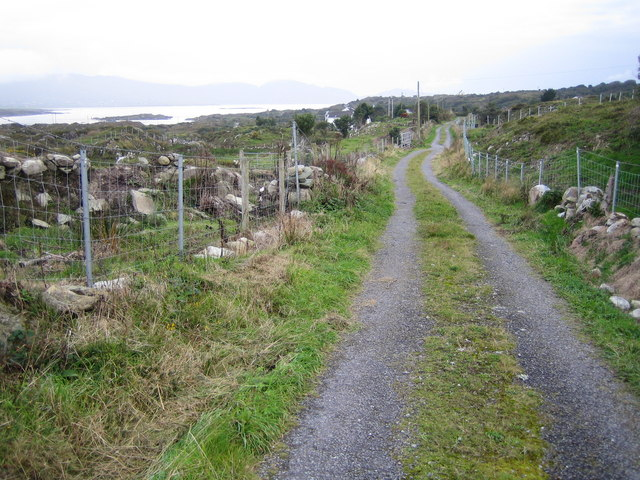
Wandelpad van Gortgarriff naar Lough Fadda

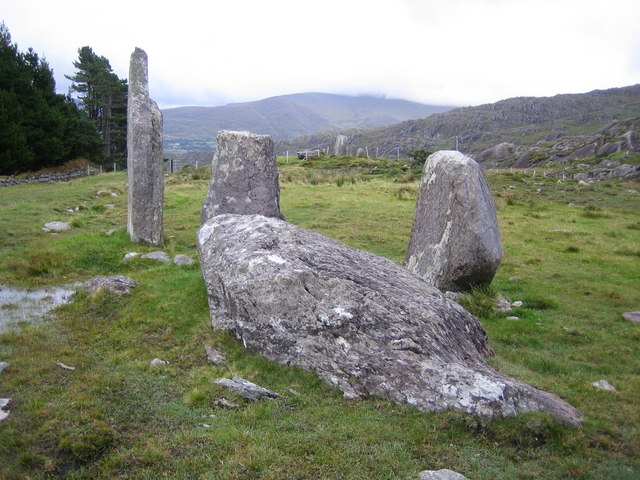
De steencirkels van Cashelkeelty

De Beara Way (Iers: Slí Bhéara) is een langeafstandswandel- en -fietspad in Ierland. Het pad werd door het National Trails Office van de Ierse sportbond erkend als National Waymarked Trail en wordt beheerd door de Beara Tourism and Development Association. De fietsroute behoort tot de nationale fietsroutes.
De Beara Way loopt gelijk met het begin van de Europese Wandelroute E8 en maakt tevens deel uit van de Beara-Breifne Way.

## Geschiedenis
De Beara Tourism and Development Association begon in 1991 met het plannen en ontwikkelen van de Beara Way met financiering van het West Cork County Development Team, Cospóir en Bord Fáilte. Het voltooide pad werd in juni 1996 formeel geopend door T.D. Toddy O'Sullivan, staatssecretaris bij het ministerie van Milieu.
In 2009 werd een grote upgrade van het pad voltooid die de bouw van 20 bruggen, 200 hekovergangen, 15 informatieborden en 30 plaquettes omvatte. Een studie van de National Waymarked Trails in 2010 wees uit dat de Beara Way een van de meest gebruikte wandelpaden in Ierland was. 

## Beschrijving
De Beara Way is lusvormig en loopt over het schiereiland Beara in de graafschappen Cork en Kerry. Het wandelpad is ongeveer 206 kilometer lang en het fietspad ongeveer 183 kilometer over merendeel landelijke wegen.
Beginnend bij Glengarriff gaat het wandelpad het Glengarriff Woods Nature Reserve binnen en klimt vervolgens de Caha Mountains in tot een hoogte van 500 meter terwijl het de pas ten noorden van de berg Sugarloaf doorkruist voordat het afdaalt naar het dorp Adrigole. Vanaf Adrigole volgt het pad de zuidelijke flanken van Hungry Hill en de Slieve Mish Mountains om Castletownbere te bereiken. Er is een lus voorzien naar Bere Island dat via een veerdienst met Castletownbere is verbonden. De route van Castletownbere naar Allihies loopt via een oud veedrijfpad. Kopermijnbouw was jarenlang de belangrijkste activiteit in Ahillies en de overblijfselen van verlaten mijnen zijn in het landschap nog zichtbaar. Een andere cirkelvormige uitloperroute start vanuit Allihies en brengt het pad naar het uiterste puntje van het Beara-schiereiland waar een kabelbaan het pad verbindt met Dursey Island. Vanaf Ahillies volgt de route een oud mijnwerkerspad en klimt het over de koperkleurige rotsen boven het dorp en steekt een bergpas over om Eyeries te bereiken. Een bergkam langs de kust verbindt Eyeries met Ardgroom. Het pad steekt vervolgens het graafschap Kerry over om, via Lauragh, Tuosist te bereiken. Vanuit Tuosist steekt het pad de noordelijke hellingen van Knockagarrane over en passeert vervolgens tussen Clonee Lough en Lough Inchiquin voordat het de bergpas oversteekt. De route splitst hier en gaat verder noordwaarts naar Kenmare of zuidwaarts naar Bonane. De laatste etappe keert terug naar Glengarriff via de archeologische site Bonane Heritage Park en de Esk Mountain. Een uitloperroute verbindt Glengarriff met Kealkill, Gougane Barra en Ballingeary.